# Cryphaea brevipila
Cryphaea brevipila är en bladmossart som beskrevs av Mitten 1869. Cryphaea brevipila ingår i släktet Cryphaea och familjen Cryphaeaceae. Inga underarter finns listade i Catalogue of Life.